# دوم (لعبة فيديو 1993)
دووم (بالإنجليزية: Doom)‏ أو الهلاك هي لعبة حاسوب من نوع الرماية لمنظور الشخص الأول، تعتبر من أهم ألعاب سنة 1993 أصدرتها شركة آي دي سوفتوير (ID Software). تميزت هذه اللعبة بكونها السباقة إلى تقديم رسوميات ثلاثة البعد خارقة للعادة وإمكانية اللعب عبر الشبكة وذلك على الحاسوب الشخصي. كما أن اللعبة كانت تدعم امتدادات معدلة (ملفات الواد)، تميزت اللعبة بالعنف في رسوماتها وتفعالها مما جعلها محل جدل وخلاف واسعين امتدا إلى خارج عالم الألعاب.
وزعت في البداية تحت نظامالبرمجيات التشاركية shareware (نسخة تضم 09 مراحل)، حيث تم تحميلها من طرف ما يقارب 10 ملايين شخص على مدى عامين، لتولد وتنشر نظام لعب خاص وثقافة خاصة بها، حتى أن ألعاب الرماية من منظور الشخص الأول في فترة منتصف التسعينات كانت تسمى «أشباه دووم».

دوم أثناء اللعبة

## الجزء الثاني
أتبعت للعبة بجزء ثاني دووم 2: الجحيم على الأرض Doom:Hell on Earth سنة 1994 والكثير من الامتدادات المختلفة، تضم The Ultimate Doom (1995)، Masters levels for Doom II ودووم الأخير Final Doom سنة 1996. في البداية تم إصدار اللعبة على الحاسوب الشخصي تحت نظام التشغيل دوس DOS، بعد ذلك نقلت اللعبة بأجزائها المختلفة إلى عدة منصات أخرى، كمنصات الألعاب، وحتى PDAs. مع مرور الوقت فقدت اللعبة شهرتها الواسعة في منتصف التسيعنات لشيخوخة محرك اللعبة وظهور محركات أفضل، بالرغم من ذلك فإن المعجبين استمروا في إصدار ملفات الواد والعمل على تغييرات وتعديلات لشفرة اللعبة التي تم تحريرها للمبرمجين سنة 1997.
أستعادت اللعبة اهتمام عشاق الألعاب سنة 2004 مع إصدار الجزء الثالث منها دووم 03، حيث تم إعادة سرد أحداث القصة الأصلية لكن مع تحديث للتقانة، كما تم نقل اللعبة إلى عالم الصور المتحركة وذلك بإصدار فيلم سنة 2005.

## مواضيع متعلقة
- دوم (سلسلة)

## وصلات خارجية
- Doom على موبي غيمز
- دوم على موقع IMDb (الإنجليزية)
- دوم على موقع الموسوعة البريطانية (الإنجليزية)
- Doom on Doom Wiki
- Richard H. "Hank" Leukart, III (1994). "The "Official" Doom FAQ". مؤرشف من الأصل في 2013-07-31. اطلع عليه بتاريخ 2005-11-15.